# (858) El Djezaïr
(858) El Djezaïr est un astéroïde de la ceinture principale découvert le 26 mai 1916 par l'astronome français Frédéric Sy. Sa désignation provisoire était 1916 a.
L'astéroïde est nommé d'après Alger, dont « El Djezaïr » est la transcription francophone du nom arabe. C'est la première planète mineure dont le nom est constitué de deux mots.